# Matrimonio igualitario en el Distrito de Columbia
El matrimonio igualitario en el Distrito de Columbia fue legalizado el 18 de diciembre de 2009. El 1 de diciembre de 2009 el Consejo del Distrito aprobó por 11 votos a 2 la legalización del matrimonio entre personas del mismo sexo, en la primera de las dos votaciones requeridas. El 15 de diciembre de 2009, la segunda votación también fue superada exitosamente por 11 votos a 2. Como consecuencia de ello el proyecto de ley pasó al alcalde Adrian Fenty, quien firmó la ley el 18 de diciembre de 2009, legalizando el matrimonio entre personas del mismo sexo en la capital de Estados Unidos. Después estuvo 30 días de revisión en el Congreso antes de convertirse en ley. Las primeras bodas entre personas del mismo sexo se celebraron el 9 de marzo de 2010.
El Distrito reconoce como válidos los matrimonios igualitarios contraídos en otros lugares. Desde 1992 el Distrito ha permitido a sus residentes la posibilidad de convertirse en parejas de hecho, y desde la aprobación del Domestic Partnership Judicial Determination of Parentage Act of 2009, el Distrito reconoce las uniones civiles y uniones de hecho realizadas en otras jurisdicciones que tienen todos los derechos y responsabilidades del matrimonio. La ley otorga al alcalde la posibilidad de reconocer relaciones de otros estados que tienen menores beneficios.